# Houjiayao-Stätte
Die Houjiayao-Stätte (chinesisch 侯家窑遗址, Pinyin Hóujiāyáo yízhǐ, englisch Houjiayao Site) ist eine paläolithische Fundstätte, die 1973 im Südwesten des Dorfes Houjiayao (侯家窑村) der Großgemeinde Dongjingji, Kreis Yanggao, Provinz Shanxi, entdeckt wurde und 1976 von Institut für Wirbeltierpaläontologie und Paläoanthropologie der Chinesischen Akademie der Wissenschaften (IVVP) unter Jia Lanpo und Wei Qi ausgegraben wurde. Es wurden 16 menschliche Fossile und 14.041 Steinwerkzeuge entdeckt, sie sind ca. 100.000 Jahre alt.
Die Stätten von Xujiayao und Houjiayao (Xujiayao-Houjiayao yizhi 许家窑—侯家窑遗址) im Kreis Yanggao stehen seit 1996 auf der Liste der Denkmäler der Volksrepublik China (4-2). 